# Лакатхеві
Лакатхеві (груз. ლაკათხევი) — село в Грузії.
За даними перепису населення 2014 року в селі проживає 13 осіб.